# Абентојер
Абентојер (њем. Abentheuer) општина је у њемачкој савезној држави Рајна-Палатинат. Једно је од 96 општинских средишта округа Биркенфелд. Према процјени из 2010. у општини је живјело 450 становника. Посједује регионалну шифру (AGS) 7134001.

## Географија
Абентојер се налази у савезној држави Рајна-Палатинат у округу Биркенфелд. Општина се налази на надморској висини од 421 метра. Површина општине износи 6,1 km².

## Становништво
У самом мјесту је, према процјени из 2010. године, живјело 450 становника. Просјечна густина становништва износи 74 становника/km².